# Тур WTA 1988
Тур WTA 1988 - серія елітних професійних тенісних турнірів, які проходили під егідою Жіночої тенісної асоціації (WTA) упродовж 1988 року. Календар Туру WTA 1988 містив 63 турніри: турніри Великого шолома (під егідою Міжнародної тенісної федерації (ITF)), Фінал WTA та турніри 1-5 категорій. Сезон тривав з кінця листопада 1987 до грудня 1988 року.

## Графік
Нижче наведено повний розклад  турнірів сезону, включаючи перелік тенісистів, які дійшли на турнірах щонайменше до чвертьфіналу.
Позначення
| Турніри Великого шолома |
| Фінал WTA               |
| Категорія 6             |
| Категорія 5             |
| Категорія 4             |
| Категорія 3             |
| Категорія 2 та 1        |
| Олімпійські Ігри        |
| Командні змагання       |

### Грудень 1987
| Тиждень      | Турнір | Чемпіонки                                | Фіналістки                          | Півфіналістки                   | Чвертьфіналістки                                             |
| ------------ | --- | ---------------------------------------- | ----------------------------------- | ------------------------------- | ------------------------------------------------------------ |
| 30 листопада | WTA Argentine Open Буенос-Айрес, Аргентина Категорія 1 $50,000 - Ґрунт -56S/28D/32Q Одиночний розряд - Парний розряд | Габріела Сабатіні 6–0, 6–2               | Ізабель Куето                       | Беттіна Фулько Барбара Паулюс   | Мерседес Пас Жизеле Міро Патрісія Тарабіні Лаура Гарроне     |
| 30 листопада | WTA Argentine Open Буенос-Айрес, Аргентина Категорія 1 $50,000 - Ґрунт -56S/28D/32Q Одиночний розряд - Парний розряд | Мерседес Пас Габріела Сабатіні 6–2, 6–2  | Джилл Гетерінгтон Крістіан Жоліссен | Беттіна Фулько Барбара Паулюс   | Мерседес Пас Жизеле Міро Патрісія Тарабіні Лаура Гарроне     |
| 7 грудня     | Brasil Open Гуаружа, Бразилія Категорія 1 $50,000 - Ґрунт - 32S/16D/32Q Одиночний розряд - Парний розряд             | Ніжі Діас 6–0, 6–7(2–7), 6–4             | Pat Madrado                         | Емі Фрейзер Беттіна Фулько      | Барбара Паулюс Лаура Гарроне Мерседес Пас Селін Коен         |
| 7 грудня     | Brasil Open Гуаружа, Бразилія Категорія 1 $50,000 - Ґрунт - 32S/16D/32Q Одиночний розряд - Парний розряд             | Катріна Адамс Черіл Джонс 6–4, 4–6, 6–4  | Джилл Гетерінгтон Мерседес Пас      | Емі Фрейзер Беттіна Фулько      | Барбара Паулюс Лаура Гарроне Мерседес Пас Селін Коен         |
| 28 грудня    | Ariadne Classic Брисбен, Австралія Категорія 2 $150,000 - Трава - 56S/32D/32Q Одиночний розряд - Парний розряд       | Пем Шрайвер 7–6(8–6), 7–6(7–4)           | Яна Новотна                         | Клаудія Коде-Кільш Патті Фендік | Клаудія Порвік Манон Боллеграф Сільвія Ганіка Паскаль Параді |
| 28 грудня    | Ariadne Classic Брисбен, Австралія Категорія 2 $150,000 - Трава - 56S/32D/32Q Одиночний розряд - Парний розряд       | Бетсі Нагелсен Пем Шрайвер 2–6, 7–5, 6–2 | Клаудія Коде-Кільш Гелена Сукова    | Клаудія Коде-Кільш Патті Фендік | Клаудія Порвік Манон Боллеграф Сільвія Ганіка Паскаль Параді |

### Січень
| Тиждень           | Турнір | Чемпіонки                                      | Фіналістки                        | Півфіналістки                          | Чвертьфіналістки                                                   |
| ----------------- | --- | ---------------------------------------------- | --------------------------------- | -------------------------------------- | ------------------------------------------------------------------ |
| 4 січня           | New South Wales Open Сідней, Австралія Категорія 3 $200,000 - Трава - 56S/32D/32Q Одиночний розряд - Парний розряд                                                  | Пем Шрайвер 6–2, 6–3                           | Гелена Сукова                     | Клаудія Коде-Кільш Патті Фендік        | Катаріна Ліндквіст Іноуе Ецуко Бренда Шульц-Маккарті Гестер Вітвут |
| 4 січня           | New South Wales Open Сідней, Австралія Категорія 3 $200,000 - Трава - 56S/32D/32Q Одиночний розряд - Парний розряд                                                  | Енн Генрікссон Крістіан Жоліссен 7–5, 4–6, 6–3 | Клаудія Коде-Кільш Гелена Сукова  | Клаудія Коде-Кільш Патті Фендік        | Катаріна Ліндквіст Іноуе Ецуко Бренда Шульц-Маккарті Гестер Вітвут |
| 11 січня 18 січня | Відкритий чемпіонат Австралії з тенісу Мельбурн, Австралія Великий шолом $711,445 - Тверде(Rebound Ace) - 128S/64D/32X/64Q Одиночний розряд - Парний розряд - Мікст | Штеффі Граф 6–1, 7–6(7–3)                      | Кріс Еверт                        | Клаудія Коде-Кільш Мартіна Навратілова | Гана Мандлікова Клаудія Порвік Енн Мінтер Гелена Сукова            |
| 11 січня 18 січня | Відкритий чемпіонат Австралії з тенісу Мельбурн, Австралія Великий шолом $711,445 - Тверде(Rebound Ace) - 128S/64D/32X/64Q Одиночний розряд - Парний розряд - Мікст | Мартіна Навратілова Пем Шрайвер 6–0, 7–5       | Кріс Еверт Венді Тернбулл         | Клаудія Коде-Кільш Мартіна Навратілова | Гана Мандлікова Клаудія Порвік Енн Мінтер Гелена Сукова            |
| 11 січня 18 січня | Відкритий чемпіонат Австралії з тенісу Мельбурн, Австралія Великий шолом $711,445 - Тверде(Rebound Ace) - 128S/64D/32X/64Q Одиночний розряд - Парний розряд - Мікст | Яна Новотна Джим П'ю 5–7, 6–2, 6–4             | Мартіна Навратілова Тім Галліксон | Клаудія Коде-Кільш Мартіна Навратілова | Гана Мандлікова Клаудія Порвік Енн Мінтер Гелена Сукова            |
| 25 січня          | Nutri-Metics Open Окленд (Нова Зеландія), Нова Зеландія Категорія 1 $50,000 -Тверде - 56S/32D/32Q Одиночний розряд - Парний розряд                                  | Патті Фендік 6–3, 7–6(7–3)                     | Сара Гомер                        | Беверлі Бовіс Емманюель Дерлі          | Сандра Вассерман Террі Фелпс Гретхен Раш Клер Вуд                  |
| 25 січня          | Nutri-Metics Open Окленд (Нова Зеландія), Нова Зеландія Категорія 1 $50,000 -Тверде - 56S/32D/32Q Одиночний розряд - Парний розряд                                  | Патті Фендік Джилл Гетерінгтон 6–2, 6–1        | Кеммі Макгрегор Синтія Макгрегор  | Беверлі Бовіс Емманюель Дерлі          | Сандра Вассерман Террі Фелпс Гретхен Раш Клер Вуд                  |

### Лютий
| Тиждень   | Турнір | Чемпіонки                                   | Фіналістки                          | Півфіналістки                      | Чвертьфіналістки                                            |
| --------- | --- | ------------------------------------------- | ----------------------------------- | ---------------------------------- | ----------------------------------------------------------- |
| 1 лютого  | Fernleaf Classic Веллінгтон, Нова Зеландія Категорія 1 $50,000 - Тверде - 56S/32D/32Q Одиночний розряд - Парний розряд                 | Джилл Гетерінгтон 6–1, 6–1                  | Катріна Адамс                       | Патті Фендік Енн Мінтер            | Сімоне Шилдер Террі Фелпс Гретхен Раш Белінда Кордвелл      |
| 1 лютого  | Fernleaf Classic Веллінгтон, Нова Зеландія Категорія 1 $50,000 - Тверде - 56S/32D/32Q Одиночний розряд - Парний розряд                 | Патті Фендік Джилл Гетерінгтон 6–3, 6–3     | Белінда Кордвелл Джулі Річардсон    | Патті Фендік Енн Мінтер            | Сімоне Шилдер Террі Фелпс Гретхен Раш Белінда Кордвелл      |
| 8 лютого  | Virginia Slims of Dallas Даллас, США Категорія 4 $250,000 - Тверде - 32S/16D/32Q Одиночний розряд - Парний розряд                      | Мартіна Навратілова 6–0, 6–3                | Пем Шрайвер                         | Зіна Гаррісон Мануела Малеєва      | Зіна Гаррісон Барбара Поттер Мері-Лу Деніелс Наташа Звєрєва |
| 8 лютого  | Virginia Slims of Dallas Даллас, США Категорія 4 $250,000 - Тверде - 32S/16D/32Q Одиночний розряд - Парний розряд                      | Лорі Макніл Ева Пфафф 2–6, 6–4, 7–5         | Джиджі Фернандес Зіна Гаррісон      | Зіна Гаррісон Мануела Малеєва      | Зіна Гаррісон Барбара Поттер Мері-Лу Деніелс Наташа Звєрєва |
| 15 лютого | Virginia Slims of California Окленд (Каліфорнія), США Категорія 4 $250,000 - Тверде (i) - 32S/16D/32Q Одиночний розряд - Парний розряд | Мартіна Навратілова 6–1, 6–2                | Лариса Савченко-Нейланд             | Зіна Гаррісон Габріела Сабатіні    | Наташа Звєрєва Ху На Гана Мандлікова Робін Вайт             |
| 15 лютого | Virginia Slims of California Окленд (Каліфорнія), США Категорія 4 $250,000 - Тверде (i) - 32S/16D/32Q Одиночний розряд - Парний розряд | Розмарі Касалс Мартіна Навратілова 6–4, 6–4 | Гана Мандлікова Яна Новотна         | Зіна Гаррісон Габріела Сабатіні    | Наташа Звєрєва Ху На Гана Мандлікова Робін Вайт             |
| 22 лютого | Virginia Slims of Washington Вашингтон, США Категорія 5 $300,000 - Тверде (i) - 32S/16D/32Q Одиночний розряд - Парний розряд           | Мартіна Навратілова 6–0, 6–2                | Пем Шрайвер                         | Гана Мандлікова Габріела Сабатіні  | Зіна Гаррісон Наташа Звєрєва Барбара Поттер Гелена Сукова   |
| 22 лютого | Virginia Slims of Washington Вашингтон, США Категорія 5 $300,000 - Тверде (i) - 32S/16D/32Q Одиночний розряд - Парний розряд           | Мартіна Навратілова Пем Шрайвер 6–3, 6–4    | Габріела Сабатіні Гелена Сукова     | Гана Мандлікова Габріела Сабатіні  | Зіна Гаррісон Наташа Звєрєва Барбара Поттер Гелена Сукова   |
| 22 лютого | Virginia Slims of Oklahoma Оклахома-Сіті, США Категорія 2 $100,000 - Тверде - 32S/16D/32Q Одиночний розряд - Парний розряд             | Лорі Макніл 6–3, 6–2                        | Бренда Шульц-Маккарті               | Катаріна Ліндквіст Раффаелла Реджі | Гелен Келесі Діанне Ван Ренсбург Елна Рейнах Яна Новотна    |
| 22 лютого | Virginia Slims of Oklahoma Оклахома-Сіті, США Категорія 2 $100,000 - Тверде - 32S/16D/32Q Одиночний розряд - Парний розряд             | Яна Новотна Катрін Сюїр 6–4, 6–4            | Катаріна Ліндквіст Тіна Шоєр-Ларсен | Катаріна Ліндквіст Раффаелла Реджі | Гелен Келесі Діанне Ван Ренсбург Елна Рейнах Яна Новотна    |
| 29 лютого | Virginia Slims of Kansas Канзас-Сіті (Канзас), США Категорія 2 $100,000 - Тверде (i) - 32S/16D/32Q Одиночний розряд - Парний розряд    | Мануела Малеєва 7–6(7–5), 7–5               | Сільвія Ганіка                      | Світлана Пархоменко Гестер Вітвут  | Яна Новотна наталія Бикова Пінат Луї Гарпер Паскаль Параді  |
| 29 лютого | Virginia Slims of Kansas Канзас-Сіті (Канзас), США Категорія 2 $100,000 - Тверде (i) - 32S/16D/32Q Одиночний розряд - Парний розряд    | наталія Бикова Світлана Пархоменко 6–3, 6–4 | Яна Новотна Катрін Сюїр             | Світлана Пархоменко Гестер Вітвут  | Яна Новотна наталія Бикова Пінат Луї Гарпер Паскаль Параді  |
| 29 лютого | U.S. Women's Hard Court Championships Сан-Антоніо, США Категорія 3 $200,000 - Тверде - 32S/16D/32Q Одиночний розряд - Парний розряд    | Штеффі Граф 6–4, 6–1                        | Катарина Малеєва                    | Лорі Макніл Гелена Сукова          | Наталі Тозья Наташа Звєрєва Іноуе Ецуко Патті Фендік        |
| 29 лютого | U.S. Women's Hard Court Championships Сан-Антоніо, США Категорія 3 $200,000 - Тверде - 32S/16D/32Q Одиночний розряд - Парний розряд    | Лорі Макніл Гелена Сукова 6–3, 6–7, 6–2     | Розалін Феербенк Гретхен Раш        | Лорі Макніл Гелена Сукова          | Наталі Тозья Наташа Звєрєва Іноуе Ецуко Патті Фендік        |

### Березень
| Тиждень               | Турнір | Чемпіонки                                   | Фіналістки                       | Півфіналістки                   | Чвертьфіналістки                                                  |
| --------------------- | --- | ------------------------------------------- | -------------------------------- | ------------------------------- | ----------------------------------------------------------------- |
| 7 березня             | Virginia Slims of Florida Бока-Ратон, США Категорія 5 $300,000 - Тверде - 56S/32D/32Q Одиночний розряд - Парний розряд                     | Габріела Сабатіні 2–6, 6–3, 6–1             | Штеффі Граф                      | Пем Шрайвер Кріс Еверт          | Паскаль Параді Джиджі Фернандес Мері Джо Фернандес Сандра Чеккіні |
| 7 березня             | Virginia Slims of Florida Бока-Ратон, США Категорія 5 $300,000 - Тверде - 56S/32D/32Q Одиночний розряд - Парний розряд                     | Катріна Адамс Зіна Гаррісон 4–6, 7–5, 6–4   | Клаудія Коде-Кільш Гелена Сукова | Пем Шрайвер Кріс Еверт          | Паскаль Параді Джиджі Фернандес Мері Джо Фернандес Сандра Чеккіні |
| 14 березня 21 березня | Lipton International Players Championships Key Biscayne, США Категорія 6 $750,000 - Тверде - 128S/64D/64Q Одиночний розряд - Парний розряд | Штеффі Граф 6–4, 6–4                        | Кріс Еверт                       | Стефані Реге Мері Джо Фернандес | Клаудія Коде-Кільш Барбара Поттер Елна Рейнах Гелена Сукова       |
| 14 березня 21 березня | Lipton International Players Championships Key Biscayne, США Категорія 6 $750,000 - Тверде - 128S/64D/64Q Одиночний розряд - Парний розряд | Штеффі Граф Габріела Сабатіні 7–6(8–6), 6–3 | Джиджі Фернандес Зіна Гаррісон   | Стефані Реге Мері Джо Фернандес | Клаудія Коде-Кільш Барбара Поттер Елна Рейнах Гелена Сукова       |
| 28 березня            | Eckerd Open Тампа, США Категорія 3 $200,000 - Ґрунт - 32S/16D/32Q Одиночний розряд - Парний розряд                                         | Кріс Еверт 7–6(7–3), 6–4                    | Аранча Санчес Вікаріо            | Гелл Сіоффі Патрісія Тарабіні   | Сільвія Ганіка Вілтруд Пробст Катарина Малеєва Мануела Малеєва    |
| 28 березня            | Eckerd Open Тампа, США Категорія 3 $200,000 - Ґрунт - 32S/16D/32Q Одиночний розряд - Парний розряд                                         | Террі Фелпс Раффаелла Реджі 6–2, 6–4        | Кеммі Макгрегор Синтія Макгрегор | Гелл Сіоффі Патрісія Тарабіні   | Сільвія Ганіка Вілтруд Пробст Катарина Малеєва Мануела Малеєва    |

### Квітень
| Тиждень   | Турнір | Чемпіонки                                      | Фіналістки                           | Півфіналістки                              | Чвертьфіналістки                                                       |
| --------- | --- | ---------------------------------------------- | ------------------------------------ | ------------------------------------------ | ---------------------------------------------------------------------- |
| 4 квітня  | Family Circle Cup Гілтон-Гед-Айленд (Південна Кароліна), SC, USA Категорія 5 $300,000 - Ґрунт - 56S/28D/32Q Одиночний розряд - Парний розряд | Мартіна Навратілова 6–1, 4–6, 6–4              | Габріела Сабатіні                    | Мануела Малеєва Зіна Гаррісон              | Раффаелла Реджі Лорі Макніл Гелен Келесі Сільвія Ганіка                |
| 4 квітня  | Family Circle Cup Гілтон-Гед-Айленд (Південна Кароліна), SC, USA Категорія 5 $300,000 - Ґрунт - 56S/28D/32Q Одиночний розряд - Парний розряд | Лорі Макніл Мартіна Навратілова 6–2, 2–6, 6–3  | Клаудія Коде-Кільш Габріела Сабатіні | Мануела Малеєва Зіна Гаррісон              | Раффаелла Реджі Лорі Макніл Гелен Келесі Сільвія Ганіка                |
| 11 квітня | Bausch & Lomb Championships Амелія (острів), США Категорія 5 $300,000 - Ґрунт - 56S/28D/32Q Одиночний розряд - Парний розряд                 | Мартіна Навратілова 6–0, 6–2                   | Габріела Сабатіні                    | Штеффі Граф Клаудія Коде-Кільш             | Катарина Малеєва Мішелл Торрес Зіна Гаррісон Кетлін Горват             |
| 11 квітня | Bausch & Lomb Championships Амелія (острів), США Категорія 5 $300,000 - Ґрунт - 56S/28D/32Q Одиночний розряд - Парний розряд                 | Зіна Гаррісон Ева Пфафф 4–6, 6–2, 7–6(7–5)     | Катріна Адамс Пенні Барг             | Штеффі Граф Клаудія Коде-Кільш             | Катарина Малеєва Мішелл Торрес Зіна Гаррісон Кетлін Горват             |
| 11 квітня | Suntory Japan Open Tennis Championships Токіо, Японія Категорія 2 $100,000 - Тверде - 32S/16D/32Q Одиночний розряд - Парний розряд           | Патті Фендік 6–3, 7–5                          | Стефані Реге                         | Маріанн Вердел Лейла Месхі                 | Монік Джейвер Бренда Шульц-Маккарті Енн Мінтер Лариса Савченко-Нейланд |
| 11 квітня | Suntory Japan Open Tennis Championships Токіо, Японія Категорія 2 $100,000 - Тверде - 32S/16D/32Q Одиночний розряд - Парний розряд           | Джиджі Фернандес Робін Вайт 6–1, 6–4           | Лі Антонопліс Барбара Геркен         | Маріанн Вердел Лейла Месхі                 | Монік Джейвер Бренда Шульц-Маккарті Енн Мінтер Лариса Савченко-Нейланд |
| 18 квітня | Virginia Slims of Houston Х'юстон, США Категорія 4 $250,000 - Ґрунт - 32S/16D/32Q Одиночний розряд - Парний розряд                           | Кріс Еверт 6–0, 6–4                            | Мартіна Навратілова                  | Еллі Гакамі Зіна Гаррісон                  | Аранча Санчес Вікаріо Патрісія Тарабіні Ізабель Куето Гретхен Раш      |
| 18 квітня | Virginia Slims of Houston Х'юстон, США Категорія 4 $250,000 - Ґрунт - 32S/16D/32Q Одиночний розряд - Парний розряд                           | Катріна Адамс Зіна Гаррісон 6–7(4–7), 6–2, 6–4 | Мартіна Навратілова Лорі Макніл      | Еллі Гакамі Зіна Гаррісон                  | Аранча Санчес Вікаріо Патрісія Тарабіні Ізабель Куето Гретхен Раш      |
| 18 квітня | Taipei Women's Championships Китайський Тайбей, Тайвань Категорія 1 $50,000 - Килим (i) - 32S/16D Одиночний розряд - Парний розряд           | Стефані Реге 6–4, 6–4                          | Бренда Шульц-Маккарті                | Катаріна Ліндквіст Патті Фендік            | Юнна Юнеруп Белінда Кордвелл Енн Генрікссон Бетсі Нагелсен             |
| 18 квітня | Taipei Women's Championships Китайський Тайбей, Тайвань Категорія 1 $50,000 - Килим (i) - 32S/16D Одиночний розряд - Парний розряд           | Патті Фендік Енн Генрікссон 6–2, 2–6, 6–2      | Белінда Кордвелл Джулі Річардсон     | Катаріна Ліндквіст Патті Фендік            | Юнна Юнеруп Белінда Кордвелл Енн Генрікссон Бетсі Нагелсен             |
| 18 квітня | WTA Singapore Open Сінгапур Категорія 1 $50,000 - Тверде - 32S/16D Одиночний розряд - Парний розряд                                          | Монік Джейвер 7–6(7–3), 6–3                    | Лейла Месхі                          | Діанне Фромгольтц Наталія Єгорова          | Карін Баккум Мішелл Джаггерд-Лай Янагі Масако Енн Мінтер               |
| 18 квітня | WTA Singapore Open Сінгапур Категорія 1 $50,000 - Тверде - 32S/16D Одиночний розряд - Парний розряд                                          | наталія Бикова Наталія Медведєва 7–6(7–4), 6–3 | Лейла Месхі Світлана Пархоменко      | Діанне Фромгольтц Наталія Єгорова          | Карін Баккум Мішелл Джаггерд-Лай Янагі Масако Енн Мінтер               |
| 25 квітня | Pan Pacific Open Токіо, Японія Категорія 4 $250,000 - Ґрунт (i) - 28S/16D/32Q Одиночний розряд - Парний розряд                               | Пем Шрайвер 7–5, 6–1                           | Гелена Сукова                        | Лариса Савченко-Нейланд Мануела Малеєва    | Пінат Луї Наташа Звєрєва Іноуе Ецуко Енн Мінтер                        |
| 25 квітня | Pan Pacific Open Токіо, Японія Категорія 4 $250,000 - Ґрунт (i) - 28S/16D/32Q Одиночний розряд - Парний розряд                               | Пем Шрайвер Гелена Сукова 4–6, 6–2, 7–6(7–5)   | Джиджі Фернандес Робін Вайт          | Лариса Савченко-Нейланд Мануела Малеєва    | Пінат Луї Наташа Звєрєва Іноуе Ецуко Енн Мінтер                        |
| 25 квітня | Taranto Open Таранто, Італія Категорія 1 $50,000 - Ґрунт - 32S/16D/32Q Одиночний розряд - Парний розряд                                      | Гелен Келесі 6–1, 6–0                          | Лаура Гарроне                        | Вероніка Мартінек Лінда Феррандо           | Радка Зрубакова Алексія Дешом-Баллере Яна Поспішилова Лаура Лапі       |
| 25 квітня | Taranto Open Таранто, Італія Категорія 1 $50,000 - Ґрунт - 32S/16D/32Q Одиночний розряд - Парний розряд                                      | Андреа Бецнер Клаудія Порвік 6–1, 6–2          | Лаура Гарроне Гелен Келесі           | Вероніка Мартінек Лінда Феррандо           | Радка Зрубакова Алексія Дешом-Баллере Яна Поспішилова Лаура Лапі       |
| 25 квітня | Spanish Open Барселона, Іспанія Категорія 1 $50,000 - Ґрунт - 32S/16D/32Q Одиночний розряд - Парний розряд                                   | Ніжі Діас 6–3, 6–3                             | Беттіна Фулько                       | Mariana Perez-Rolden Аранча Санчес Вікаріо | Сільвія Ганіка Сандра Вассерман Pat Medrado Барбара Романо             |
| 25 квітня | Spanish Open Барселона, Іспанія Категорія 1 $50,000 - Ґрунт - 32S/16D/32Q Одиночний розряд - Парний розряд                                   | Іва Бударжова Сандра Вассерман 1–6, 6–3, 6–2   | Anna-Karin Olsson Марія Хосе Льорка  | Mariana Perez-Rolden Аранча Санчес Вікаріо | Сільвія Ганіка Сандра Вассерман Pat Medrado Барбара Романо             |

### Травень
| Тиждень             | Турнір | Чемпіонки                                           | Фіналістки                          | Півфіналістки                         | Чвертьфіналістки                                                 |
| ------------------- | --- | --------------------------------------------------- | ----------------------------------- | ------------------------------------- | ---------------------------------------------------------------- |
| 2 травня            | Internazionali d'Italia Рим, Італія Категорія 3 $200,000 - Ґрунт - 56S/32D/32Q Одиночний розряд - Парний розряд                                  | Габріела Сабатіні 6–1, 6–7(4–7), 6–1                | Гелен Келесі                        | Аранча Санчес Вікаріо Юдіт Візнер     | Раффаелла Реджі Беттіна Фулько Сандра Чеккіні Сільвія Ганіка     |
| 2 травня            | Internazionali d'Italia Рим, Італія Категорія 3 $200,000 - Ґрунт - 56S/32D/32Q Одиночний розряд - Парний розряд                                  | Яна Новотна Катрін Сюїр 6–3, 4–6, 7–5               | Дженні Бірн Джанін Тремеллінг       | Аранча Санчес Вікаріо Юдіт Візнер     | Раффаелла Реджі Беттіна Фулько Сандра Чеккіні Сільвія Ганіка     |
| 9 травня            | WTA German Open Берлін, West Німеччина Категорія 5 $300,000 - Ґрунт - 56S/28D/32Q Одиночний розряд - Парний розряд                               | Штеффі Граф 6–3, 6–2                                | Гелена Сукова                       | Клаудія Коде-Кільш Сільвія Ганіка     | Ніколь Брадтке Сандра Чеккіні Радка Зрубакова Мері Джо Фернандес |
| 9 травня            | WTA German Open Берлін, West Німеччина Категорія 5 $300,000 - Ґрунт - 56S/28D/32Q Одиночний розряд - Парний розряд                               | Ізабель Демонжо Наталі Тозья 6–2, 4–6, 6–4          | Клаудія Коде-Кільш Гелена Сукова    | Клаудія Коде-Кільш Сільвія Ганіка     | Ніколь Брадтке Сандра Чеккіні Радка Зрубакова Мері Джо Фернандес |
| 16 травня           | European Open Женева, Швейцарія Категорія 2 $100,000 - Ґрунт - 64S/32D/32Q Одиночний розряд - Парний розряд                                      | Барбара Паулюс 6–4, 5–7, 6–1                        | Лорі Макніл                         | Ізабель Демонжо Маріана Перес-Рольдан | Мануела Малеєва Іва Бударжова Катаріна Ліндквіст Мерседес Пас    |
| 16 травня           | European Open Женева, Швейцарія Категорія 2 $100,000 - Ґрунт - 64S/32D/32Q Одиночний розряд - Парний розряд                                      | Крістіан Жоліссен Діанне Ван Ренсбург 6–1, 6–3      | Марія Ліндстрем Клаудія Порвік      | Ізабель Демонжо Маріана Перес-Рольдан | Мануела Малеєва Іва Бударжова Катаріна Ліндквіст Мерседес Пас    |
| 16 травня           | Internationaux de Strasbourg Страсбург, Франція Категорія 2 $100,000 - Ґрунт - 32S/16D/32Q Одиночний розряд - Парний розряд                      | Сандра Чеккіні 6–3, 6–0                             | Юдіт Візнер                         | Наташа Звєрєва Ніколь Брадтке         | Кетлін Горват Беттіна Фулько Сьюзен Слоун Енн Мінтер             |
| 16 травня           | Internationaux de Strasbourg Страсбург, Франція Категорія 2 $100,000 - Ґрунт - 32S/16D/32Q Одиночний розряд - Парний розряд                      | Манон Боллеграф Ніколь Брадтке 7–5, 6–7(11–13), 6–3 | Дженні Бірн Джанін Тремеллінг       | Наташа Звєрєва Ніколь Брадтке         | Кетлін Горват Беттіна Фулько Сьюзен Слоун Енн Мінтер             |
| 23 травня 30 травня | Відкритий чемпіонат Франції з тенісу Париж, Франція Великий шолом $1,488,000 - Ґрунт - 128S/64D/56X/64Q Одиночний розряд - Парний розряд - Мікст | Штеффі Граф 6–0, 6–0                                | Наташа Звєрєва                      | Габріела Сабатіні Ніколь Брадтке      | Беттіна Фулько Гелен Келесі Аранча Санчес Вікаріо Гелена Сукова  |
| 23 травня 30 травня | Відкритий чемпіонат Франції з тенісу Париж, Франція Великий шолом $1,488,000 - Ґрунт - 128S/64D/56X/64Q Одиночний розряд - Парний розряд - Мікст | Мартіна Навратілова Пем Шрайвер 6–2, 7–5            | Клаудія Коде-Кільш Гелена Сукова    | Габріела Сабатіні Ніколь Брадтке      | Беттіна Фулько Гелен Келесі Аранча Санчес Вікаріо Гелена Сукова  |
| 23 травня 30 травня | Відкритий чемпіонат Франції з тенісу Париж, Франція Великий шолом $1,488,000 - Ґрунт - 128S/64D/56X/64Q Одиночний розряд - Парний розряд - Мікст | Лорі Макніл Хорхе Лосано 7–5, 6–2                   | Бренда Шульц-Маккарті Міхіл Схаперс | Габріела Сабатіні Ніколь Брадтке      | Беттіна Фулько Гелен Келесі Аранча Санчес Вікаріо Гелена Сукова  |

### Червень
| Тиждень             | Турнір | Чемпіонки                                       | Фіналістки                             | Півфіналістки                     | Чвертьфіналістки                                                        |
| ------------------- | --- | ----------------------------------------------- | -------------------------------------- | --------------------------------- | ----------------------------------------------------------------------- |
| 6 червня            | Dow Chemical Classic Бірмінгем, Велика Британія Категорія 2 $150,000 - Трава - 56S/32D/32Q Одиночний розряд - Парний розряд               | Клаудія Коде-Кільш 6–2, 6–1                     | Пем Шрайвер                            | Зіна Гаррісон Лорі Макніл         | Розалін Феербенк Енн Мінтер Елна Рейнах Белінда Кордвелл                |
| 6 червня            | Dow Chemical Classic Бірмінгем, Велика Британія Категорія 2 $150,000 - Трава - 56S/32D/32Q Одиночний розряд - Парний розряд               | Лариса Савченко-Нейланд Наташа Звєрєва 6–4, 6–1 | Лейла Месхі Світлана Пархоменко        | Зіна Гаррісон Лорі Макніл         | Розалін Феербенк Енн Мінтер Елна Рейнах Белінда Кордвелл                |
| 13 червня           | Pilkington Glass Championships Істборн, Велика Британія Категорія 4 $250,000 - Трава - 64S/32D/32Q Одиночний розряд - Парний розряд       | Мартіна Навратілова 6–2, 6–2                    | Наташа Звєрєва                         | Мері Джо Фернандес Паскаль Параді | Лариса Савченко-Нейланд Габріела Сабатіні Енн Мінтер Катаріна Ліндквіст |
| 13 червня           | Pilkington Glass Championships Істборн, Велика Британія Категорія 4 $250,000 - Трава - 64S/32D/32Q Одиночний розряд - Парний розряд       | Ева Пфафф Елізабет Смайлі 6–4, 7–6(8–6)         | Белінда Кордвелл Діанне Ван Ренсбург   | Мері Джо Фернандес Паскаль Параді | Лариса Савченко-Нейланд Габріела Сабатіні Енн Мінтер Катаріна Ліндквіст |
| 20 червня 27 червня | Вімблдонський турнір Лондон, Велика Британія Великий шолом $1,717,085 - Трава - 128S/64D/64X/64Q Одиночний розряд - Парний розряд - Мікст | Штеффі Граф 5–7, 6–2, 6–1                       | Мартіна Навратілова                    | Пем Шрайвер Кріс Еверт            | Паскаль Параді Зіна Гаррісон Гелена Сукова Розалін Феербенк             |
| 20 червня 27 червня | Вімблдонський турнір Лондон, Велика Британія Великий шолом $1,717,085 - Трава - 128S/64D/64X/64Q Одиночний розряд - Парний розряд - Мікст | Штеффі Граф Габріела Сабатіні 6–3, 1–6, 12–10   | Лариса Савченко-Нейланд Наташа Звєрєва | Пем Шрайвер Кріс Еверт            | Паскаль Параді Зіна Гаррісон Гелена Сукова Розалін Феербенк             |
| 20 червня 27 червня | Вімблдонський турнір Лондон, Велика Британія Великий шолом $1,717,085 - Трава - 128S/64D/64X/64Q Одиночний розряд - Парний розряд - Мікст | Зіна Гаррісон Шервуд Стюарт 6–1, 7–6(7–3)       | Гретхен Раш Келлі Джонс                | Пем Шрайвер Кріс Еверт            | Паскаль Параді Зіна Гаррісон Гелена Сукова Розалін Феербенк             |

### Липень
| Тиждень  | Турнір | Чемпіонки                                    | Фіналістки                           | Півфіналістки                      | Чвертьфіналістки                                              |
| -------- | --- | -------------------------------------------- | ------------------------------------ | ---------------------------------- | ------------------------------------------------------------- |
| 4 липня  | Volvo Open Бостад, Швеція Категорія 1 $75,000 - Ґрунт - 32S/16D/32Q Одиночний розряд - Парний розряд                                                                      | Ізабель Куето 7–5, 6–1                       | Сандра Чеккіні                       | Ніжі Діас Сандра Вассерман         | Мерседес Пас Лаура Лапі Сесілія Дальман Гретхен Раш           |
| 4 липня  | Volvo Open Бостад, Швеція Категорія 1 $75,000 - Ґрунт - 32S/16D/32Q Одиночний розряд - Парний розряд                                                                      | Сандра Чеккіні Мерседес Пас 6–0, 6–2         | Лінда Феррандо Сільвія Ла Фратта     | Ніжі Діас Сандра Вассерман         | Мерседес Пас Лаура Лапі Сесілія Дальман Гретхен Раш           |
| 11 липня | Hall of Fame Tennis Championships and the Virginia Slims of Newport Ньюпорт (Род-Айленд), США Категорія 3 $200,000 - Трава - 32S/16D/32Q Одиночний розряд - Парний розряд | Лорі Макніл 6–4, 4–6, 6–3                    | Барбара Поттер                       | Пем Шрайвер Розалін Феербенк       | Венді Вайт Робін Вайт Лі Антонопліс Енн Генрікссон            |
| 11 липня | Hall of Fame Tennis Championships and the Virginia Slims of Newport Ньюпорт (Род-Айленд), США Категорія 3 $200,000 - Трава - 32S/16D/32Q Одиночний розряд - Парний розряд | Розалін Феербенк Барбара Поттер 6–4, 6–3     | Джиджі Фернандес Лорі Макніл         | Пем Шрайвер Розалін Феербенк       | Венді Вайт Робін Вайт Лі Антонопліс Енн Генрікссон            |
| 11 липня | WTA Nice Open Ніцца, Франція Категорія 2 $100,000 - Ґрунт - 32S/16D/32Q Одиночний розряд - Парний розряд                                                                  | Сандра Чеккіні 7–5, 6–4                      | Наталі Тозья                         | Беттіна Фулько Ізабель Демонжо     | Зільке Франкль Патрісія Тарабіні Лаура Гарроне Барбара Паулюс |
| 11 липня | WTA Nice Open Ніцца, Франція Категорія 2 $100,000 - Ґрунт - 32S/16D/32Q Одиночний розряд - Парний розряд                                                                  | Катрін Сюїр Катрін Танв'є 6–4, 4–6, 6–2      | Ізабель Демонжо Наталі Тозья         | Беттіна Фулько Ізабель Демонжо     | Зільке Франкль Патрісія Тарабіні Лаура Гарроне Барбара Паулюс |
| 11 липня | Belgian Open Брюссельський столичний регіон, Бельгія Категорія 1 $75,000 - Ґрунт - 32S/16D/32Q Одиночний розряд - Парний розряд                                           | Аранча Санчес Вікаріо 6–0, 7–5               | Раффаелла Реджі                      | Ізабель Куето Ангелікі Канеллопулу | Зіна Гаррісон Мерседес Пас Сільвія Ла Фратта Ніжі Діас        |
| 11 липня | Belgian Open Брюссельський столичний регіон, Бельгія Категорія 1 $75,000 - Ґрунт - 32S/16D/32Q Одиночний розряд - Парний розряд                                           | Мерседес Пас Тіна Шоєр-Ларсен 7–6(7–3), 6–1  | Катарина Малеєва Раффаелла Реджі     | Ізабель Куето Ангелікі Канеллопулу | Зіна Гаррісон Мерседес Пас Сільвія Ла Фратта Ніжі Діас        |
| 18 липня | WTA Aix-en-Provence Open Екс-ан-Прованс, Франція Категорія 2 $100,000 - Ґрунт - 32S/16D/32Q Одиночний розряд - Парний розряд                                              | Юдіт Візнер 6–1, 6–2                         | Сільвія Ганіка                       | Беттіна Фулько Сандра Чеккіні      | Наталі Герре-Спіцер Іва Бударжова Ніжі Діас Кончіта Мартінес  |
| 18 липня | WTA Aix-en-Provence Open Екс-ан-Прованс, Франція Категорія 2 $100,000 - Ґрунт - 32S/16D/32Q Одиночний розряд - Парний розряд                                              | Наталі Ерреман Катрін Танв'є 6–4, 7–5        | Сандра Чеккіні Аранча Санчес Вікаріо | Беттіна Фулько Сандра Чеккіні      | Наталі Герре-Спіцер Іва Бударжова Ніжі Діас Кончіта Мартінес  |
| 18 липня | OTB Open Скенектаді, USA Категорія 1 $50,000 - Тверде - 32S/16D/32Q Одиночний розряд - Парний розряд                                                                      | Гретхен Раш 7–6(7–3), 6–4                    | Террі Фелпс                          | Камілл Бенджамін Стейсі Мартін     | Еллі Гакамі Ронні Рейс Керрі Каннінгем Нісія Акемі            |
| 18 липня | OTB Open Скенектаді, USA Категорія 1 $50,000 - Тверде - 32S/16D/32Q Одиночний розряд - Парний розряд                                                                      | Енн Генрікссон Джулі Річардсон 6–3, 3–6, 7–5 | Лі Антонопліс Кеммі Макгрегор        | Камілл Бенджамін Стейсі Мартін     | Еллі Гакамі Ронні Рейс Керрі Каннінгем Нісія Акемі            |
| 25 липня | Northern California Open Аптос (Каліфорнія), США Категорія 1 $50,000 - Тверде - 32S/16D/32Q Одиночний розряд - Парний розряд                                              | Сара Гомер 6–4, 7–5                          | Робін Вайт                           | Патті Фендік Стефані Реге          | Енн Сміт Джо Дьюрі Енн Гроссман Гретхен Раш                   |
| 25 липня | Northern California Open Аптос (Каліфорнія), США Категорія 1 $50,000 - Тверде - 32S/16D/32Q Одиночний розряд - Парний розряд                                              | Ліз Грегорі Ронні Рейс 6–3, 6–4              | Патті Фендік Джилл Гетерінгтон       | Патті Фендік Стефані Реге          | Енн Сміт Джо Дьюрі Енн Гроссман Гретхен Раш                   |
| 25 липня | Citizen Cup Гамбург, West Німеччина Категорія 3 $200,000 - Ґрунт - 56S/28D/32Q Одиночний розряд - Парний розряд                                                           | Штеффі Граф 6–4, 6–2                         | Катарина Малеєва                     | Беттіна Фулько Радка Зрубакова     | Раффаелла Реджі Сандра Чеккіні Зілке Маєр Ізабель Куето       |
| 25 липня | Citizen Cup Гамбург, West Німеччина Категорія 3 $200,000 - Ґрунт - 56S/28D/32Q Одиночний розряд - Парний розряд                                                           | Яна Новотна Тіна Шоєр-Ларсен 6–4, 6–2        | Андреа Бецнер Юдіт Візнер            | Беттіна Фулько Радка Зрубакова     | Раффаелла Реджі Сандра Чеккіні Зілке Маєр Ізабель Куето       |

### Серпень
| Тиждень             | Турнір | Чемпіонки                                         | Фіналістки                         | Півфіналістки                  | Чвертьфіналістки                                                             |
| ------------------- | --- | ------------------------------------------------- | ---------------------------------- | ------------------------------ | ---------------------------------------------------------------------------- |
| 1 серпня            | Cincinnati Open Цинциннаті, США Категорія 4 $250,000 - Тверде - 32S/16D/32Q Одиночний розряд - Парний розряд                                       | Барбара Поттер 6–2, 6–2                           | Гелен Келесі                       | Мануела Малеєва Гелл Сіоффі    | Кеті Ріналді Сьюзен Слоун Пінат Луї Бет Герр                                 |
| 1 серпня            | Cincinnati Open Цинциннаті, США Категорія 4 $250,000 - Тверде - 32S/16D/32Q Одиночний розряд - Парний розряд                                       | Бет Герр Кенді Рейнолдс 4–6, 7–6(11–9), 6–1       | Ліндсі Бартлетт Гелен Келесі       | Мануела Малеєва Гелл Сіоффі    | Кеті Ріналді Сьюзен Слоун Пінат Луї Бет Герр                                 |
| 1 серпня            | Virginia Slims of San Diego Сан-Дієго, США Категорія 2 $100,000 - Тверде - 32S/16D/32Q Одиночний розряд - Парний розряд                            | Стефані Реге 6–1, 6–1                             | Енн Гроссман                       | Розалін Феербенк Деббі Грем    | Дженніфер Сентрок Джо Дьюрі Ліса Бондер Гретхен Раш                          |
| 1 серпня            | Virginia Slims of San Diego Сан-Дієго, США Категорія 2 $100,000 - Тверде - 32S/16D/32Q Одиночний розряд - Парний розряд                            | Патті Фендік Джилл Гетерінгтон 7–6(12–10), 6–4    | Бетсі Нагелсен Діанне ван Ренсбург | Розалін Феербенк Деббі Грем    | Дженніфер Сентрок Джо Дьюрі Ліса Бондер Гретхен Раш                          |
| 1 серпня            | Athens Open Афіни, Греція Категорія 1 $75,000 - Ґрунт - 32S/16D/32Q Одиночний розряд - Парний розряд                                               | Ізабель Куето 6–0, 6–1                            | Лаура Голарса                      | Барбара Паулюс Леона Ласкова   | Ангелікі Канеллопулу Зільке Франкль Забіне Гак Юдіт Візнер                   |
| 1 серпня            | Athens Open Афіни, Греція Категорія 1 $75,000 - Ґрунт - 32S/16D/32Q Одиночний розряд - Парний розряд                                               | Сабрина Голеш Юдіт Візнер 7–5, 6–0                | Зільке Франкль Забіне Гак          | Барбара Паулюс Леона Ласкова   | Ангелікі Канеллопулу Зільке Франкль Забіне Гак Юдіт Візнер                   |
| 8 серпня            | Virginia Slims of Los Angeles Лос-Анджелес, США Категорія 5 $300,000 - Тверде - 56S/28D/32Q Одиночний розряд - Парний розряд                       | Кріс Еверт 2–6, 6–1, 6–1                          | Габріела Сабатіні                  | Стефані Реге Зіна Гаррісон     | Патті Фендік Лорі Макніл Енн Мінтер Емі Фрейзер                              |
| 8 серпня            | Virginia Slims of Los Angeles Лос-Анджелес, США Категорія 5 $300,000 - Тверде - 56S/28D/32Q Одиночний розряд - Парний розряд                       | Патті Фендік Джилл Гетерінгтон 7–6(7–2), 5–7, 6–4 | Джиджі Фернандес Робін Вайт        | Стефані Реге Зіна Гаррісон     | Патті Фендік Лорі Макніл Енн Мінтер Емі Фрейзер                              |
| 8 серпня            | Vitosha New Otani Open Софія, Болгарія Категорія 2 $100,000 - Ґрунт - 32S/16D/32Q Одиночний розряд - Парний розряд                                 | Кончіта Мартінес 6–1, 6–2                         | Барбара Паулюс                     | Катарина Малеєва Анн Девріє    | Іва Бударжова Сабрина Голеш Гана Фукаркова Сандра Вассерман                  |
| 8 серпня            | Vitosha New Otani Open Софія, Болгарія Категорія 2 $100,000 - Ґрунт - 32S/16D/32Q Одиночний розряд - Парний розряд                                 | Кончіта Мартінес Барбара Паулюс 1–6, 6–1, 6–4     | Сабрина Голеш Катарина Малеєва     | Катарина Малеєва Анн Девріє    | Іва Бударжова Сабрина Голеш Гана Фукаркова Сандра Вассерман                  |
| 15 серпня           | Player's Canadian Open Монреаль, Quebec, Канада Категорія 5 $300,000 - Тверде - 56S/32D/32Q Одиночний розряд - Парний розряд                       | Габріела Сабатіні 6–1, 6–2                        | Наташа Звєрєва                     | Пем Шрайвер Кріс Еверт         | Мартіна Навратілова Террі Фелпс Лорі Макніл Гелена Сукова                    |
| 15 серпня           | Player's Canadian Open Монреаль, Quebec, Канада Категорія 5 $300,000 - Тверде - 56S/32D/32Q Одиночний розряд - Парний розряд                       | Яна Новотна Гелена Сукова 7–6(7–2), 7–6(8–6)      | Зіна Гаррісон Пем Шрайвер          | Пем Шрайвер Кріс Еверт         | Мартіна Навратілова Террі Фелпс Лорі Макніл Гелена Сукова                    |
| 22 серпня           | United Jersey Bank Classic Мава (Нью-Джерсі), США Категорія 3 $200,000 - Тверде - 28S/16D/48Q Одиночний розряд - Парний розряд                     | Штеффі Граф 6–0, 6–1                              | Наталі Тозья                       | Катарина Малеєва Гелена Сукова | Сільвія Ганіка Стефані Реге Наташа Звєрєва Катаріна Ліндквіст                |
| 22 серпня           | United Jersey Bank Classic Мава (Нью-Джерсі), США Категорія 3 $200,000 - Тверде - 28S/16D/48Q Одиночний розряд - Парний розряд                     | Яна Новотна Гелена Сукова 6–3, 6–2                | Джиджі Фернандес Робін Вайт        | Катарина Малеєва Гелена Сукова | Сільвія Ганіка Стефані Реге Наташа Звєрєва Катаріна Ліндквіст                |
| 29 серпня 5 вересня | Відкритий чемпіонат США з тенісу Флашинг-Медоуз, США Великий шолом $1,937,333 - Тверде - 128S/64D/32X/64Q Одиночний розряд - Парний розряд - Мікст | Штеффі Граф 6–3, 3–6, 6–1                         | Габріела Сабатіні                  | Кріс Еверт Зіна Гаррісон       | Катарина Малеєва Мануела Малеєва Лариса Савченко-Нейланд Мартіна Навратілова |
| 29 серпня 5 вересня | Відкритий чемпіонат США з тенісу Флашинг-Медоуз, США Великий шолом $1,937,333 - Тверде - 128S/64D/32X/64Q Одиночний розряд - Парний розряд - Мікст | Джиджі Фернандес Робін Вайт 6–4, 6–1              | Патті Фендік Джилл Гетерінгтон     | Кріс Еверт Зіна Гаррісон       | Катарина Малеєва Мануела Малеєва Лариса Савченко-Нейланд Мартіна Навратілова |
| 29 серпня 5 вересня | Відкритий чемпіонат США з тенісу Флашинг-Медоуз, США Великий шолом $1,937,333 - Тверде - 128S/64D/32X/64Q Одиночний розряд - Парний розряд - Мікст | Яна Новотна Джим П'ю 7–5, 6–3                     | Елізабет Смайлі Патрік Макінрой    | Кріс Еверт Зіна Гаррісон       | Катарина Малеєва Мануела Малеєва Лариса Савченко-Нейланд Мартіна Навратілова |

### Вересень
| Тиждень               | Турнір | Чемпіонки                                                   | Фіналістки                | Півфіналістки                                                 | Чвертьфіналістки                                                   |
| --------------------- | --- | ----------------------------------------------------------- | ------------------------- | ------------------------------------------------------------- | ------------------------------------------------------------------ |
| 12 вересня            | Virginia Slims of Arizona Фінікс, США Категорія 2 $100,000 - Тверде (i) - 32S/16D/32Q Одиночний розряд - Парний розряд       | Мануела Малеєва 6–3, 4–6, 6–2                               | Діанне Ван Ренсбург       | Еліз Берджін Сьюзен Слоун                                     | Террі Фелпс Розалін Феербенк Венді Вайт Еллі Гакамі                |
| 12 вересня            | Virginia Slims of Arizona Фінікс, США Категорія 2 $100,000 - Тверде (i) - 32S/16D/32Q Одиночний розряд - Парний розряд       | Еліз Берджін Розалін Феербенк 6–7(6–8), 7–6(7–3), 7–6(10–8) | Бет Герр Террі Фелпс      | Еліз Берджін Сьюзен Слоун                                     | Террі Фелпс Розалін Феербенк Венді Вайт Еллі Гакамі                |
| 19 вересня            | Open Clarins Париж, Франція Категорія 1 $50,000 - Ґрунт - 32S/16D/32Q Одиночний розряд - Парний розряд                       | Петра Лангрова 7–6(7–0), 6–2                                | Сандра Вассерман          | Лаура Лапі Каті Каверзасіо                                    | Яна Поспішилова Марі-Крістін Дама Лаура Гарроне Забіне Гак         |
| 19 вересня            | Open Clarins Париж, Франція Категорія 1 $50,000 - Ґрунт - 32S/16D/32Q Одиночний розряд - Парний розряд                       | Алексія Дешом-Баллере Емманюель Дерлі 6–0, 6–2              | Луїс Філд Наталі Ерреман  | Лаура Лапі Каті Каверзасіо                                    | Яна Поспішилова Марі-Крістін Дама Лаура Гарроне Забіне Гак         |
| 19 вересня 26 вересня | Теніс на літніх Олімпійських іграх Сеул, Південна Корея Summer Olympic Games Тверде 48S/14D Одиночний розряд – Парний розряд | Золото                                                      | Срібло                    | Бронза                                                        | Лариса Савченко-Нейланд Пем Шрайвер Наташа Звєрєва Раффаелла Реджі |
| 19 вересня 26 вересня | Теніс на літніх Олімпійських іграх Сеул, Південна Корея Summer Olympic Games Тверде 48S/14D Одиночний розряд – Парний розряд | Штеффі Граф 6–3, 6–3                                        | Габріела Сабатіні         | Зіна Гаррісон Мануела Малеєва                                 | Лариса Савченко-Нейланд Пем Шрайвер Наташа Звєрєва Раффаелла Реджі |
| 19 вересня 26 вересня | Теніс на літніх Олімпійських іграх Сеул, Південна Корея Summer Olympic Games Тверде 48S/14D Одиночний розряд – Парний розряд | Зіна Гаррісон Пем Шрайвер 4–6, 6–2, 10–8                    | Яна Новотна Гелена Сукова | Елізабет Смайлі Венді Тернбулл Штеффі Граф Клаудія Коде-Кільш | Лариса Савченко-Нейланд Пем Шрайвер Наташа Звєрєва Раффаелла Реджі |

### Жовтень
| Тиждень   | Турнір | Чемпіонки                                          | Фіналістки                       | Півфіналістки                       | Чвертьфіналістки                                                       |
| --------- | --- | -------------------------------------------------- | -------------------------------- | ----------------------------------- | ---------------------------------------------------------------------- |
| 3 жовтня  | Virginia Slims of New Orleans Новий Орлеан, США Категорія 4 $250,000 - Килим (i) - 32S/16D/32Q Одиночний розряд - Парний розряд          | Кріс Еверт 6–4, 6–1                                | Енн Сміт                         | Стефані Реге Моніка Селеш           | Сьюзен Слоун Робін Вайт Лорі Макніл Барбара Поттер                     |
| 3 жовтня  | Virginia Slims of New Orleans Новий Орлеан, США Категорія 4 $250,000 - Килим (i) - 32S/16D/32Q Одиночний розряд - Парний розряд          | Бет Герр Кенді Рейнолдс 6–4, 6–4                   | Лорі Макніл Бетсі Нагелсен       | Стефані Реге Моніка Селеш           | Сьюзен Слоун Робін Вайт Лорі Макніл Барбара Поттер                     |
| 10 жовтня | Porsche Tennis Grand Prix Фільдерштадт, West Німеччина Категорія 4 $250,000 - Килим (i) - 32S/16D/32Q Одиночний розряд - Парний розряд   | Мартіна Навратілова 6–2, 6–3                       | Кріс Еверт                       | Ева Пфафф Раффаелла Реджі           | Радка Зрубакова Елна Рейнах Наталі Тозья Сільвія Ганіка                |
| 10 жовтня | Porsche Tennis Grand Prix Фільдерштадт, West Німеччина Категорія 4 $250,000 - Килим (i) - 32S/16D/32Q Одиночний розряд - Парний розряд   | Івона Кучиньська Мартіна Навратілова 6–1, 6–4      | Раффаелла Реджі Елна Рейнах      | Ева Пфафф Раффаелла Реджі           | Радка Зрубакова Елна Рейнах Наталі Тозья Сільвія Ганіка                |
| 10 жовтня | Honda Classic Сан-Хуан, Пуерто-Рико Категорія 1 $75,000 - Тверде - 56S/28D/32Q Одиночний розряд - Парний розряд                          | Енн Мінтер 2–6, 6–4, 6–3                           | Мерседес Пас                     | Джиджі Фернандес Ніжі Діас          | Стефані Реге Гретхен Раш Мішелл Джеггерд Камілл Бенджамін              |
| 10 жовтня | Honda Classic Сан-Хуан, Пуерто-Рико Категорія 1 $75,000 - Тверде - 56S/28D/32Q Одиночний розряд - Парний розряд                          | Патті Фендік Джилл Гетерінгтон 6–4, 6–2            | Джиджі Фернандес Робін Вайт      | Джиджі Фернандес Ніжі Діас          | Стефані Реге Гретхен Раш Мішелл Джеггерд Камілл Бенджамін              |
| 17 жовтня | European Indoors Цюрих, Швейцарія Категорія 3 $200,000 - Килим (i) - 32S/16D/32Q Одиночний розряд - Парний розряд                        | Пем Шрайвер 6–3, 6–4                               | Мануела Малеєва                  | Клаудія Коде-Кільш Кончіта Мартінес | Бренда Шульц-Маккарті Раффаелла Реджі Катарина Малеєва Яна Поспішилова |
| 17 жовтня | European Indoors Цюрих, Швейцарія Категорія 3 $200,000 - Килим (i) - 32S/16D/32Q Одиночний розряд - Парний розряд                        | Ізабель Демонжо Наталі Тозья 6–3, 6–3              | Клаудія Коде-Кільш Гелена Сукова | Клаудія Коде-Кільш Кончіта Мартінес | Бренда Шульц-Маккарті Раффаелла Реджі Катарина Малеєва Яна Поспішилова |
| 17 жовтня | Virginia Slims of Nashville Нашвілл, США Категорія 2 $100,000 - Тверде - 56S/28D/32Q Одиночний розряд - Парний розряд                    | Сьюзен Слоун 6–3, 6–2                              | Beverly Bowes                    | Лейла Месхі Лорі Макніл             | Барбара Поттер Гелл Сіоффі Гелен Келесі Енн Гроссман                   |
| 17 жовтня | Virginia Slims of Nashville Нашвілл, США Категорія 2 $100,000 - Тверде - 56S/28D/32Q Одиночний розряд - Парний розряд                    | Дженні Бірн Дженін Томпсон 7–5, 6–7(1–7), 6–4      | Еліз Берджін Розалін Феербенк    | Лейла Месхі Лорі Макніл             | Барбара Поттер Гелл Сіоффі Гелен Келесі Енн Гроссман                   |
| 24 жовтня | Midland Group Championships Брайтон, Велика Британія Категорія 4 $250,000 - Килим (i) - 32S/16D/32Q Одиночний розряд - Парний розряд     | Штеффі Граф 6–2, 6–0                               | Мануела Малеєва                  | Лорі Макніл Пем Шрайвер             | Наталі Тозья Клаудія Коде-Кільш Сандра Чеккіні Сільвія Ганіка          |
| 24 жовтня | Midland Group Championships Брайтон, Велика Британія Категорія 4 $250,000 - Килим (i) - 32S/16D/32Q Одиночний розряд - Парний розряд     | Лорі Макніл Бетсі Нагелсен 7–6(7–5), 2–6, 7–6(7–3) | Ізабель Демонжо Наталі Тозья     | Лорі Макніл Пем Шрайвер             | Наталі Тозья Клаудія Коде-Кільш Сандра Чеккіні Сільвія Ганіка          |
| 24 жовтня | Virginia Slims of Indianapolis Індіанаполіс, США Категорія 2 $100,000 - Тверде - 56S/28D/32Q Одиночний розряд - Парний розряд            | Катарина Малеєва 6–3, 2–6, 6–2                     | Зіна Гаррісон                    | Луїс Аллен Стефані Реге             | Ху На Стейсі Мартін Гретхен Раш Емі Фрейзер                            |
| 24 жовтня | Virginia Slims of Indianapolis Індіанаполіс, США Категорія 2 $100,000 - Тверде - 56S/28D/32Q Одиночний розряд - Парний розряд            | Лариса Савченко-Нейланд Наташа Звєрєва 6–2, 6–1    | Катріна Адамс Зіна Гаррісон      | Луїс Аллен Стефані Реге             | Ху На Стейсі Мартін Гретхен Раш Емі Фрейзер                            |
| 31 жовтня | Virginia Slims of New England Вустер (Массачусетс), США Категорія 5 $300,000 - Тверде (i) - 32S/16D/32Q Одиночний розряд - Парний розряд | Мартіна Навратілова 6–7(4–7), 6–4, 6–3             | Наташа Звєрєва                   | Габріела Сабатіні Кріс Еверт        | Гелена Сукова Гелен Келесі Стефані Реге Барбара Поттер                 |
| 31 жовтня | Virginia Slims of New England Вустер (Массачусетс), США Категорія 5 $300,000 - Тверде (i) - 32S/16D/32Q Одиночний розряд - Парний розряд | Мартіна Навратілова Пем Шрайвер 6–3, 3–6, 7–5      | Габріела Сабатіні Гелена Сукова  | Габріела Сабатіні Кріс Еверт        | Гелена Сукова Гелен Келесі Стефані Реге Барбара Поттер                 |

### Листопад
| Тиждень      | Турнір | Чемпіонки                                | Фіналістки                             | Півфіналістки                                                | Чвертьфіналістки |
| ------------ | --- | ---------------------------------------- | -------------------------------------- | ------------------------------------------------------------ | --- |
| 7 листопада  | Virginia Slims of Chicago Чикаго, США Категорія 4 $250,000 - Килим (i) - 28S/16D/32Q Одиночний розряд - Парний розряд            | Мартіна Навратілова 6–2, 6–2             | Кріс Еверт                             | Гелена Сукова Мануела Малеєва                                | Зіна Гаррісон Габріела Сабатіні Енн Гроссман Розалін Феербенк                                                          |
| 7 листопада  | Virginia Slims of Chicago Чикаго, США Категорія 4 $250,000 - Килим (i) - 28S/16D/32Q Одиночний розряд - Парний розряд            | Лорі Макніл Бетсі Нагелсен 6–4, 3–6, 6–4 | Лариса Савченко-Нейланд Наташа Звєрєва | Гелена Сукова Мануела Малеєва                                | Зіна Гаррісон Габріела Сабатіні Енн Гроссман Розалін Феербенк                                                          |
| 7 листопада  | Rainha Cup Гуаружа, Бразилія Категорія 1 $50,000 - Тверде - 32S/32Q/16D Одиночний розряд - Парний розряд                         | Мерседес Пас 7–5, 6–2                    | Рене Сімпсон                           | Пілар Васкес Андреа Віейра                                   | Беттіна Фулько Донна Фейбер Жизеле Міро Ніжі Діас                                                                      |
| 7 листопада  | Rainha Cup Гуаружа, Бразилія Категорія 1 $50,000 - Тверде - 32S/32Q/16D Одиночний розряд - Парний розряд                         | Беттіна Фулько Мерседес Пас 6–3, 6–4     | Карін Баккум Сімоне Шилдер             | Пілар Васкес Андреа Віейра                                   | Беттіна Фулько Донна Фейбер Жизеле Міро Ніжі Діас                                                                      |
| 14 листопада | Virginia Slims Championships Нью-Йорк, США Рік-End Championship $1,000,000 - Килим (i) - 16S/8D Одиночний розряд - Парний розряд | Габріела Сабатіні 7–5, 6–2, 6–2          | Пем Шрайвер                            | Штеффі Граф Гелена Сукова                                    | Мануела Малеєва Кріс Еверт Наташа Звєрєва Мартіна Навратілова                                                          |
| 14 листопада | Virginia Slims Championships Нью-Йорк, США Рік-End Championship $1,000,000 - Килим (i) - 16S/8D Одиночний розряд - Парний розряд | Мартіна Навратілова Пем Шрайвер 6–3, 6–4 | Лариса Савченко-Нейланд Наташа Звєрєва | Штеффі Граф Гелена Сукова                                    | Мануела Малеєва Кріс Еверт Наташа Звєрєва Мартіна Навратілова                                                          |
| 21 листопада | World Doubles Championships Токіо, Японія $250,000 - Килим (i) - 8D Парний розряд                                                | Катріна Адамс Зіна Гаррісон 7–5, 7–5     | Джиджі Фернандес Робін Вайт            | Патті Фендік / Джилл Гетерінгтон Ева Пфафф / Елізабет Смайлі | Енн Сміт / Джанін Тремеллінг Катарина Малеєва / Мануела Малеєва Бет Герр / Кенді Рейнолдс Лорі Макніл / Бетсі Нагелсен |

### Грудень
| Тиждень  | Турнір                                  | Чемпіонки            | Фіналістки        | Півфіналістки                                         | Чвертьфіналістки                     |
| -------- | --------------------------------------- | -------------------- | ----------------- | ----------------------------------------------------- | ------------------------------------ |
| 5 грудня | Fed Cup Мельбурн, Австралія Team Тверде | Чехословаччина · 2–1 | Радянський Союз · | Федеративна Республіка Німеччина (1949—1990) · Канада | Австралія · Іспанія · Данія · Швеція |

## Рейтинги
Нижче наведено по двадцять перших на кінець року гравчинь у рейтингу WTA в одиночному та парному розряді.
| Одиночний розряд | Одиночний розряд              | Одиночний розряд | Одиночний розряд | Одиночний розряд |
| ---------------- | ----------------------------- | ---------------- | ---------------- | ---------------- |
| Ранг             | Гравчиня                      | Пункти           | 1987             | Зміна            |
| 1                | Штеффі Граф (FRG)             | 325.7833         | 1                | =                |
| 2                | Мартіна Навратілова (USA)     | 211.8887         | 2                | =                |
| 3                | Кріс Еверт (USA)              | 161.8657         | 3                | =                |
| 4                | Габріела Сабатіні (ARG)       | 145.2492         | 6                | +2               |
| 5                | Пем Шрайвер (USA)             | 120.6795         | 4                | -1               |
| 6                | Мануела Малеєва (SUI)         | 82.6617          | 8                | +2               |
| 7                | Наташа Звєрєва (URS)          | 82.5276          | 19               | +12              |
| 8                | Гелена Сукова (TCH)           | 80.2134          | 7                | -1               |
| 9                | Зіна Гаррісон (USA)           | 68.3145          | 9                | =                |
| 10               | Барбара Поттер (USA)          | 60.4733          | 12               | +2               |
| 11               | Катарина Малеєва (BUL)        | 58.1541          | 13               | +2               |
| 12               | Клаудія Коде-Кільш (FRG)      | 57.1342          | 10               | -2               |
| 13               | Лорі Макніл (USA)             | 54.5813          | 11               | -2               |
| 14               | Стефані Реге (USA)            | 47.6667          | 28               | +14              |
| 15               | Мері Джо Фернандес (USA)      | 46.7500          | 20               | +5               |
| 16               | Лариса Савченко-Нейланд (URS) | 45.2000          | 24               | +8               |
| 17               | Сільвія Ганіка (FRG)          | 43.1330          | 14               | -3               |
| 18               | Аранча Санчес Вікаріо (ESP)   | 42.7813          | 54               | +36              |
| 19               | Гелен Келесі (CAN)            | 40.6579          | 32               | +13              |
| 20               | Паскаль Параді (FRA)          | 38.2083          | 103              | +83              |

| Парний розряд Рейтинг на кінець року | Парний розряд Рейтинг на кінець року | Парний розряд Рейтинг на кінець року | Парний розряд Рейтинг на кінець року | Парний розряд Рейтинг на кінець року |
| ------------------------------------ | ------------------------------------ | ------------------------------------ | ------------------------------------ | ------------------------------------ |
| Ранг                                 | Гравчиня                             | Пункти                               | 1987                                 | Зміна                                |
| 1                                    | Мартіна Навратілова (USA)            | 447.7693                             | 1                                    | =                                    |
| 2                                    | Пем Шрайвер (USA)                    | 387.3688                             | 2                                    | =                                    |
| 3                                    | Габріела Сабатіні (ARG)              | 278.7871                             | 5                                    | +2                                   |
| 4                                    | Гелена Сукова (TCH)                  | 250.3829                             | 6                                    | +2                                   |
| 5                                    | Штеффі Граф (FRG)                    | 217.3968                             | 13                                   | +8                                   |
| 6                                    | Джиджі Фернандес (USA)               | 214.0572                             | 20                                   | +14                                  |
| 7                                    | Зіна Гаррісон (USA)                  | 211.8664                             | 7                                    | =                                    |
| 8                                    | Клаудія Коде-Кільш (FRG)             | 202.8296                             | 3                                    | -5                                   |
| 9                                    | Лариса Савченко-Нейланд (URS)        | 196.0084                             | 11                                   | +2                                   |
| 10                                   | Лорі Макніл (USA)                    | 190.2514                             | 4                                    | -6                                   |
| 11                                   | Наташа Звєрєва (URS)                 | 177.0948                             | 94                                   | +83                                  |
| 12                                   | Бетсі Нагелсен (USA)                 | 168.0760                             | 14                                   | +2                                   |
| 13                                   | Яна Новотна (TCH)                    | 158.0526                             | 24                                   | +11                                  |
| 14                                   | Катріна Адамс (USA)                  | 154.1429                             | 105                                  | +91                                  |
| 15                                   | Робін Вайт (USA)                     | 150.5205                             | 17                                   | +2                                   |
| 16                                   | Джилл Гетерінгтон (CAN)              | 145.8150                             | 91                                   | +75                                  |
| 17                                   | Венді Тернбулл (AUS)                 | 138.7857                             | 15                                   | -2                                   |
| 18                                   | Патті Фендік (USA)                   | 131.9659                             | 71                                   | +53                                  |
| 19                                   | Кріс Еверт (USA)                     | 122.5000                             | 30                                   | +11                                  |
| 20                                   | Елізабет Смайлі (AUS)                | 121.3810                             | 8                                    | -12                                  |